# إبراهيم الجريسان
إبراهيم علي الجريسان هو لاعب كرة قدم سعودى يلعب لنادي مضر.

## مسيرة اللاعب
تدرج في الفئات السنية بنادي هجر وانتقل إلى نادي الأنوار ثم عاد إلى نادي هجر في عام 2019 و لعب بعدها مع نادي الجيل ونادي الساحل ونادي مضر.